# Tobiko

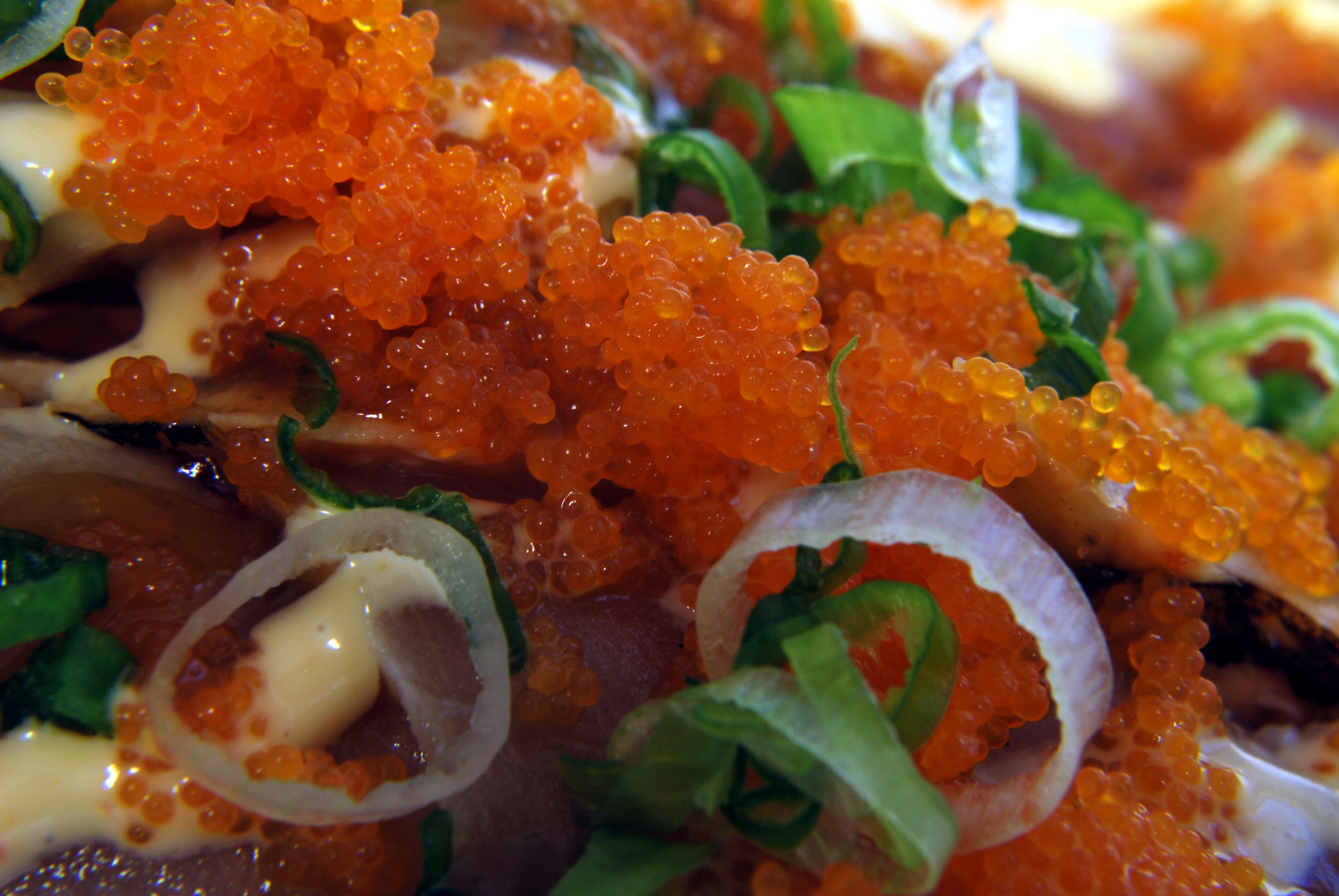
Tobiko nel suo colore naturale, servito su un tonno leggermente grigliato

Tobiko (とびこ) è la parola giapponese che indica le uova del pesce volante. È conosciuto soprattutto per il suo utilizzo in cucina, nella preparazione di certe ricette di sushi.
Le uova sono piccole, le dimensioni sono solitamente tra 0.5mm e 0.8mm. Un altro tipo di uova di pesce usato in cucina è l'ikura (uova di salmone), che sono di dimensioni decisamente più grandi. Le caratteristiche del tobiko sono il colore tra il rosso e l'arancione, un leggero sapore affumicato e salato e la leggera consistenza croccante.

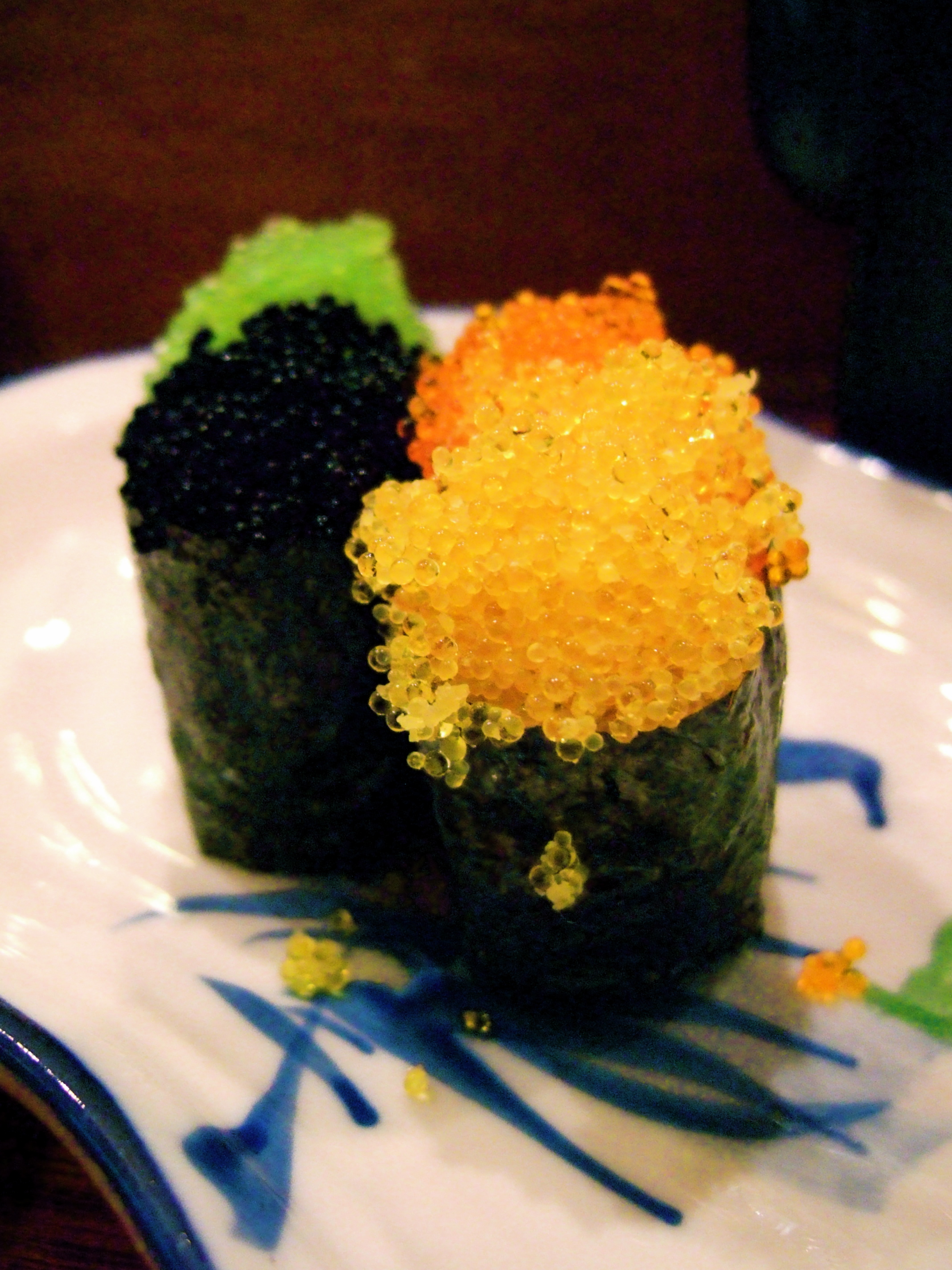
Tobiko in vari colori, servito su un piatto di sushi.

Può essere mangiato, nella cucina giapponese, servito direttamente sull'avocado (solitamente all'interno dei piatti di sashimi), oppure nei sushi roll, ad esempio molto spesso si trova sopra i California Roll.